# Kamzík (szczyt)
Kamzík (niem. Gemsenberg, węg. Zerge-hegy) – szczyt nad Bratysławą o wysokości 439 m n.p.m. Znajduje się w Małych Karpatach i jest porośnięty buczyną. Tuż pod szczytem stoi wieża telewizyjna z lat 70., która zastąpiła starszą z 1956. W wieży znajduje się kawiarnia i restauracja z panoramicznym widokiem na całą okolicę Bratysławy, przy dobrej pogodzie widać nawet Alpy. Kamzík jest znanym ośrodkiem ruchu turystycznego, w pobliżu znajduje się hotel West, Koliba Expo, tor bobslejowy, wyciąg narciarski, różne chaty turystyczne i parkingi. Na Kamzík prowadzi od roku 1972 wyciąg krzesełkowy Železná studienka – Koliba. W rejonie tym toczyły się ostatnie walki w czasie wojny prusko-austriackiej w 1866 roku – żołnierzy w nich poległych upamiętnia pomnik stojący pod szczytem. Tu również monument zwycięstwa nad Turkami z 1683 r.
Na Kamzík możliwy jest wjazd samochodami albo linią trolejbusową bratysławskiej komunikacji miejskiej do przystanku Koliba, a stąd pieszo, albo do przystanku Lanovka (autobus) i stąd kolejką.
Nazwa szczytu pochodzi prawdopodobnie z niemieckiego Gemsenberg – góra dzikich kóz (niem. Gämse – słow. kamzík – pol. „kozica”), od zagubionych miejskich kóz, które żyły na zboczu góry.